# 11/22/63
A 11/22/63 Stephen King amerikai író 2011-ben megjelent regénye.

## Cselekmény
|  | Alább a cselekmény részletei következnek! |

A történet főhőse Jake Epping, egy harmincas éveiben lévő férfi, aki angoltanárként dolgozik egy kisvárosban. Egy haldokló barátjától hall egy napon egy különös titkot: Al ugyanis tudja, hogyan lehet visszamenni a múltba és megváltoztatni a jövőt. Arra kéri Jake-et, hogy előzze meg az amerikai és a világtörténelem egyik legfontosabb eseményét: azt, hogy Lee Harvey Oswald megölje John F. Kennedy elnököt. Erre utal a regény címe is: 1963. november 22-ére, a gyilkosság dátumára.
Az időutazásnak egyetlen komoly hátulütője van: ha Jake visszatér, majd valamiért újra visszamegy a múltba, visszaállnak az eredeti körülmények, vagyis olyan, mintha beavatkozása meg sem történt volna.
Jake főpróbát akar tartani, mielőtt visszamegy 1963-ba. Felveszi a George Amberson nevet és visszamegy 1958-ba, amikor is az iskolája pedellusának családját kiirtotta az apa. Jake célja, hogy megakadályozza a gyilkosságot és megmentse a családot. Kezdetét veszik a bonyodalmak: szerelem, egy bosszúra éhes férj felbukkanása és gyilkosságok. Jake egyre kevésbé tudja eldönteni, áldja-e vagy átkozza barátját azért, amiért rábeszélte az időutazásra.
|  | Itt a vége a cselekmény részletezésének! |

## Érdekességek
King elmondása szerint 1971-ben, nyolc évvel Kennedy meggyilkolása után jutott először eszébe a könyv alapötlete. Eredetileg a Split Track címet szánta a műnek, ám megírásába végül nem vágott bele, mert úgy érezte, túlságosan nagy erőfeszítésre késztetné, és még nem elég tehetséges ahhoz, hogy véghezvigye.

## Magyarul
- 11.22.63, fordította: Szántó Judit, Európa, Budapest, 2012, ISBN 9789630799966[3]